# 清廣館
清廣館（せいこうかん）は、新潟県阿賀野市の五頭温泉郷・出湯温泉（809年開湯、1200年の歴史を持つ新潟県最古の温泉地）に位置する木造三階建ての老舗旅館。建物は国の登録有形文化財。

## 歴史
創業は300年ともいわれるが詳しくは不明。少なくとも1707年（江戸時代）以前には開業していた。
明治・大正期には保養地として一躍脚光を浴び、20km離れた新潟市周辺から当時の役人・大地主も数多く訪れていた。
また「大日本帝国陸軍病院」に指定され、歴史の中で戦争が繰り返される度毎に、負傷した兵士を心身ともに治癒させてきた。
約300年間、「清廣館（せいこうかん）」→「兼清（かねせい）」→「清廣館（せいこうかん）」と宿名が変化し、現在は創業当時からの「清廣館」として存在する。

## 現在
現在の建築は1928年（昭和3年）完成の木造三階建て数寄屋造り。館内は、部屋毎に異なる銘木を使用。床の間や欄間に至るまで贅を尽くした造りとなっており、明治・昭和の宮大工達の鮮やかな技が随所に見られる。
先代、清野静栄は旧笹神村の村会議員、議長を務め、五頭温泉郷にある「出湯温泉」「今板温泉」「村杉温泉」3つの温泉それぞれを結ぶ国道290号沿いに桜並木を作るなど、温泉街の整備も尽くした。